# Calcio indipendente dalla FIFA
Per calcio indipendente dalla FIFA (in inglese Non-FIFA football) si intende l'insieme di partite e di tornei di calcio disputati al di fuori del controllo della FIFA, tra nazionali non membre della federazione, nazionali affiliate esclusivamente alle varie confederazioni della stessa, entità sub-nazionali, isole, colonie o regioni autonome, aventi di conseguenza riconoscimento internazionale scarso o nullo ed incerte possibilità di ottenerlo in futuro.
Alcune di queste nazionali hanno costituito delle associazioni quali il New Federations Board e il Confederation of Independent Football Associations, che agiscono come sodalizi temporanei deputati all'organizzazione di tornei tra i loro membri, nell'ambito di un progetto di cooperazione con la FIFA finalizzato all'affiliazione delle singole federazioni statali al massimo organo calcistico mondiale.

## Selezioni "Nazionali"
Esistono sei categorie di selezioni "nazionali" non appartenenti alla FIFA:

### Stati
Sono otto gli Stati Sovrani non affiliati alla FIFA. Kiribati, Micronesia, Palau e Tuvalu risultano affiliate esclusivamente all'OFC, potendo quindi disputare le sole competizioni continentali e non le qualificazioni ai Mondiali FIFA. Città del Vaticano, Monaco, Isole Marshall e Nauru non risultano neppure membri delle confederazioni. Particolare il caso del Regno Unito, rappresentato da Galles, Inghilterra, Irlanda del Nord e Scozia.

### Regioni in cerca di autonomia e Stati non riconosciuti
Comprende quelle regioni di Stati più grandi che nella loro storia sono state autonome e quelle entità in fase di decolonizzazione. Anche qualche membro riconosciuto dalla UEFA fa parte di questa categoria, come le Isole Fær Øer, mentre qualcuno risulta attualmente solamente affiliato alle varie confederazioni, è il caso di Guadalupa, Guyana Francese, Martinica, Saint-Martin, Sint Maarten, Isole Marianne Settentrionali, Riunione e Niue, che non possono quindi partecipare alle qualificazioni ai Mondiali FIFA. Altri esempi di regioni in cerca di autonomia sono Cipro Nord, Groenlandia e Tibet.

### Federazioni regionali
Sono le selezioni che rappresentano le federazioni regionali in Nazioni riconosciute dalla FIFA. Queste federazioni gestiscono le attività calcistiche nelle rispettive regioni e sono parte di una più ampia rete che contribuisce nell'insieme alla federazione nazionale. Un buon esempio è la Jersey Football Association, che gestisce le attività nell'isola di Jersey, ma che fa anche parte della Football Association o le selezioni delle regioni autonome spagnole che, attualmente, giocano solo una gara ogni anno, tradizionalmente a Natale. La federazione, i club e le persone di questi territori possono far parte della più ampia rete nazionale ma anche partecipare alle competizioni non organizzate e riconosciute dalla FIFA.

### Etnie senza Stato
Costituito dalle rappresentative formate dai gruppi etnici che ancora devono guadagnare un controllo significativo nello Stato natale o derivati da una diaspora. Ad esempio, il popolo Sami della Lapponia vive in un'area a nord della Scandinavia, ma ricade sotto il controllo di quattro Stati. Nonostante questo, hanno organizzato una associazione calcistica ed una selezione rappresentativa. Come questi, il popolo Rom si è disperso in tutta l'Europa per secoli, con poca speranza di ottenere una terra natale, ma hanno una neonata federazione calcistica che li rappresenta nelle competizioni internazionali, e i Masai, sparsi tra Kenya e Tanzania, fanno il tifo per la loro nazionale. Le selezioni che ricadono in questa categoria hanno la speranza di essere riconosciute dalla FIFA, seguendo quanto successo alla Nazionale di calcio della Palestina, inserita nella FIFA e nella AFC nel 1998, ovvero quando ancora disputava le partite "casalinghe" fuori da Israele.

### Micronazioni
Formato dalle cosiddette micronazioni, ovvero quelle entità che rappresentano nazioni indipendenti ma che non sono riconosciute dai governi mondiali o dalle maggiori organizzazioni internazionali. Nazioni solitamente esistenti solo "su carta", frutto dell'operato di una singola persona o di un gruppo familiare; un esempio è il Principato di Sealand.

### Minoranze
Composto da minoranze etniche presenti in diversi Stati. Ad esempio gli armeni in Argentina, gli albanesi in Macedonia e gli italiani in Svizzera.

## Organizzazioni
- CONIFA Confederation of Independent Football Associations: una federazione calcistica creata nel 2013, organizza la Coppa del mondo CONIFA, che sostituisce la VIVA World Cup, organizzata dalla defunta NF-Board.
- NF-Board New Federations Board: era una federazione calcistica creata nel 2003. È costituita da squadre che rappresentano nazioni non riconosciute come Stati sovrani e quindi non eleggibili come membri della FIFA, l'organo di governo del calcio mondiale. La NF-Board organizzava la VIVA World Cup, sostituita dalla Coppa del mondo CONIFA, organizzata dalla CONIFA.
- UNPO Unrepresented Nations And Peoples Organization: un'organizzazione non governativa nata nel 1991. Ha organizzato la Coppa UNPO nel 2005.
- IGA Island Games Association: creata nel 1985, è un'organizzazione con il solo scopo di organizzare gli Island Games, una competizione atletica amichevole biennale che include il calcio, tra selezioni che rappresentano diverse isole e piccoli territori.
- CSANF Consejo Sudamericano de Nuevas Federaciones: creata nel 2007 e affiliata alla NF-Board, rappresenta le squadre "non-FIFA" del Sud America.
- CENF Confederation of European New Federations: creata nel 2007 e affiliata alla NF-Board, rappresenta le squadre "non-FIFA" dell'Europa.
- NAACNF North America and Arctic Confederation of New Federations: creata nel 2008 e affiliata alla NF-Board, rappresenta le squadre "non-FIFA" del Nord e Centro America, Caraibi e la regione artica.
- FIFI Federation of International Football Independents: creata nel 2006, raggruppa nazioni non riconosciute a livello globale. Organizza la FIFI Wild Cup.
- MFF Micronational Football Federation: creata nel 2007, aiuta tutte le micronazioni a creare selezioni nazionali per partecipare alle competizioni internazionali. La prima edizione della Micronational World Cup si svolgerà nel 2015.

## Competizioni non-FIFA
I tornei di calcio nei grandi eventi sportivi, come i Giochi olimpici estivi, i Giochi panamericani, i Giochi del Mediterraneo ed i Jeux de la Francophonie non sono sotto la giurisdizione FIFA, ma sono, per la maggior parte, riconosciuti dalla federazione internazionale. Questi eventi tipicamente coinvolgono rappresentative giovanili, in modo da evitare una competizione diretta con la FIFA World Cup.

### Tornei maschili

#### Competizioni internazionali

##### FIFI Wild Cup
La FIFI Wild Cup fu organizzata dal FC St. Pauli, una società polisportiva tedesca, che rappresentava il distretto di St. Pauli in Amburgo. Nell'estate del 2006 si disputò contemporaneamente al Campionato mondiale di calcio 2006 che si giocò in Germania e puntò ad accrescere la notorietà delle "Nazioni senza Stato". Cinque nazioni vi presero parte, insieme alla squadra della FC St. Pauli. Cipro Nord batté Zanzibar ai rigori e vinse il trofeo.
| Paese Ospitante | Anno | Vincitore      |
| --------------- | ---- | -------------- |
| Germania        | 2006 | Cipro del Nord |

##### UNPO Cup
La UNPO Cup fu organizzata dalla Unrepresented Nations and Peoples Organization, e si disputò a L'Aia nel giugno del 2005. Il torneo, che coincise con la settima Assemblea Generale dell'UNPO, vide affrontarsi quattro squadre, tra le quali la Selezione delle Molucche meridionali vinse la finale, battendo la Selezione della Cecenia.
| Paese Ospitante | Anno | Vincitore            |
| --------------- | ---- | -------------------- |
| Paesi Bassi     | 2005 | Molucche meridionali |

##### VIVA World Cup
La prima VIVA World Cup, organizzata dalla NF-Board, fu ospitata dall'Occitania nel novembre 2006. Sei "nazioni non riconosciute" inizialmente accettarono l'invito, ma solo tre alla fine presero parte al torneo, la selezione ospite, Camerun meridionale, Monaco e Lapponia, che vinse il torneo. La seconda edizione fu disputata in Lapponia nel 2008 e vide la partecipazione di quattro "nazioni", concludendosi con la vittoria della Padania conseguita nella finale disputata con l'Aramea.
| Paese Ospitante | Anno | Vincitore |
| --------------- | ---- | --------- |
| Occitania       | 2006 | Lapponia  |
| Lapponia        | 2008 | Padania   |
| Padania         | 2009 | Padania   |
| Gozo            | 2010 | Padania   |
| Kurdistan       | 2012 | Kurdistan |

##### ELF Cup
La ELF Cup, organizzata dalla KTFF, si giocò nel novembre del 2006, nella Repubblica Turca di Cipro Nord. Otto squadre accettarono l'invito di prendervi parte e la selezione di casa vinse il torneo.
| Paese Ospitante | Anno | Vincitore      |
| --------------- | ---- | -------------- |
| Cipro del Nord  | 2006 | Cipro del Nord |

##### Football at the Island Games
I Giochi delle Isole, disputati ogni due anni, prevedono anche un torneo di calcio, vinto nelle prime due edizioni dalle Isole Fær Øer, che attualmente sono riconosciute dalla UEFA e dalla FIFA. Molte delle nazioni che si affrontano sono affiliate alle federazioni nazionali, come la Jersey Football Association, governata dalla FA.
| Ospite         | Anno | Vincitore      |
| -------------- | ---- | -------------- |
| Fær Øer        | 1989 | Fær Øer        |
| Isole Åland    | 1991 | Fær Øer        |
| Isola di Wight | 1993 | Jersey         |
| Gibilterra     | 1995 | Isola di Wight |
| Jersey         | 1997 | Jersey         |
| Gotland        | 1999 | Anglesey       |
| Isola di Man   | 2001 | Guernsey       |
| Guernsey       | 2003 | Guernsey       |
| Isole Shetland | 2005 | Isole Shetland |
| Rodi           | 2007 | Gibilterra     |
| Isole Åland    | 2009 | Jersey         |
| Isola di Wight | 2011 | Isola di Wight |
| Bermuda        | 2013 | Bermuda        |

##### Coupe de l'Outre-Mer
La Coupe de l'Outre-Mer è stata organizzata dalla FFF e ne sono state disputate a Parigi tre edizioni, dal 2008 al 2012. Vi partecipavano le selezioni rappresentanti gli undici Territori francesi d'oltremare.
| Nazione ospite | Anno | Vincitore   |
| -------------- | ---- | ----------- |
| Francia        | 2008 | La Riunione |
| Francia        | 2010 | Martinica   |
| Francia        | 2012 | La Riunione |

#### Competizioni continentali

##### UEFA Regions' Cup
La UEFA Regions' Cup è un torneo per le rappresentative amatoriali delle regioni delle nazioni europee. Organizzata dalla UEFA per essere disputata ogni due anni, prevede una fase di qualificazione.
| Nazione ospite | Anno | Vincitore        |
| -------------- | ---- | ---------------- |
| Italia         | 1999 | Veneto           |
| Rep. Ceca      | 2001 | Moravia centrale |
| Germania       | 2003 | Piemonte         |
| Polonia        | 2005 | Paesi Baschi     |
| Bulgaria       | 2007 | Bassa Slesia     |
| Croazia        | 2009 | Castiglia e León |
| Portogallo     | 2011 | Braga            |
| Italia         | 2013 | Veneto           |

##### Europeada
La Europeada è un torneo riservato a popolazioni autoctone e minoranze nazionali in Europa ed è organizzato dalla Federal Union of European Nationalities. La prima edizione fu disputata nel 2008 nel Distretto di Surselva, Svizzera.
| Nazione ospite | Anno | Vincitore |
| -------------- | ---- | --------- |
| Svizzera       | 2008 | Südtirol  |
| Germania       | 2012 | Südtirol  |
| Italia         | 2016 | Südtirol  |
| Slovenia       | 2020 |           |

## Campionati di calcio NF-Board/Non-FIFA (per squadre di club)
- Campionato groenlandese di calcio, massima competizione calcistica della Groenlandia. La federazione (KAK) non fa parte né della FIFA né della CONCACAF o dell'UEFA.
- Campionato monegasco di calcio. La federazione monegasca non è un membro FIFA né UEFA.
- Campionato di calcio delle Falkland. La federazione delle Falkland non è membro della FIFA né UEFA o CONMEBOL.
- Campionato di calcio di Gozo. La federazione di Gozo non è un membro FIFA né UEFA.
- Campionato gilbertese di calcio. La federazione gilbertese è un membro associato OFC ma non FIFA.
- Campionato di calcio di Mayotte. La federazione mahorais è semplicemente associata alla Federazione calcistica della Francia.
- KTFF Süper Lig. La federazione di Cipro del Nord non è un membro FIFA né UEFA.
- Campionato di calcio di Saint Pierre e Miquelon. La federazione d'oltremare è semplicemente associata alla Federazione calcistica della Francia.
- Campionato di calcio di Tuvalu. La federazione tuvaluana è un membro associato OFC ma non FIFA.
- Ligi Kuu. La federazione zanzibarina è un membro associato CAF ma non FIFA.
- Campionato della Città del Vaticano. La federazione vaticana (Associazione Sportiva Dilettantistica Sport in Vaticano)[1] non è un membro FIFA né UEFA.

## Altri tornei
- KTFF 50th Anniversary Cup fu disputata nel 2005 sotto il controllo della NF-Board. Questo torneo celebrava i 50 anni della Federazione calcistica di Cipro Nord, la KTFF, e vide confrontarsi le rappresentative del Paese ospite, la Lapponia ed il Kosovo. Cipro Nord trionfo al termine di un girone all'italiana.
- Inter Island Cup giocata tra le Isole Cocos (Keeling) e l'Isola di Natale nel 1994, 1997, 1999, 2004 e 2005.
- Clericus Cup giocata tra squadre dei collegi romani, seminari della Chiesa cattolica, a Roma. È un torneo mondiale,[2] nel 2010 la maggior parte degli atleti proveniva da Brasile, Italia, Messico e Stati Uniti d'America.[3] La competizione è posta sotto l'egida della federazione CSI (Centro Sportivo Italiano).[2]
- Micronesia Games giocata tra Isole Marianne Settentrionali, Guam, Palau, Yap e Pohnpei nel 1998.
- Adam Shield Cup giocata tra Fær Øer e Isole Shetland.
- Micronesian Cup giocata tra Micronesia e Isole Marianne Settentrionali nel 1999.
- Marianas Cup giocata tra Guam e Isole Marianne Settentrionali dal 2007.
- Virgin Islands Championship giocata tra le selezioni delle Isole Vergini dal 1997 al 2003.
- Inter Islands Competition giocata tra Saba e Sint Eustatius nel 2004 e 2006.
- Windward Islands Tournament giocata tra Saint Lucia, Grenada, Dominica e Saint Vincent e Grenadine nel 2001.
- Leeward Islands Tournament giocata tra le isole dei Caraibi dal 1949 al 2002.
- Muratti Vase giocata tra Guernsey, Alderney e Jersey dal 1905 al 2007.
- GFA Tournament giocata tra Gibilterra, Isola di Man e Isola di Wight nel 2004 a Gibilterra.
- Tournoi des Iles giocata tra Bretagna, Guadalupa, Martinica e Guyana francese nel 2003 in Bretagna.
- Greenland Cups giocata tra Groenlandia, Fær Øer e Islanda dal 1980 al 1984.
- North Atlantic Cup giocata tra Isole Orcadi, Fær Øer e Isole Shetland dal 1968 al 1963.
- Milne Cup torneo annuale disputato tra Isole Orcadi e Isole Shetland dal 1919 al 2007.
- Adam Shield giocata tra Fær Øer e Isole Shetland, dal 1935 al 1967.
- Martinez Shield giocata tra Trinidad e Tobago, Barbados e Guyana, dal 1923 al 1933.
- Tournoi Frantz Fanon giocato tra Martinica, Guadalupa e Haiti nel 2002.
- Tournoi du Cinquantenaire giocato tra Guyana francese, Martinica e Guadalupa nel 2003.
- The Four Nations giocato tra le formazioni "B" di Inghilterra, Scozia e Galles e Gibilterra nel 2008.
- Tournoi de Guadeloupe giocato tra Guadalupa e Saint Lucia nel 2006.
- Jeux Inter-Iles giocato tra le Isole Wallis e Futuna nel 2001.
- Chinese Championship giocato tra le regioni della Cina, dal 1973 al 1989.
- Chinese National Games giocati tra le regioni della Cina, dal 1959 al 1965.
- Santosh Trophy giocato tra gli Stati federati e territori dell'India dal 1973 al 2006.
- DONER Trophy giocato tra gli Stati federati e territori dell'India nel 2003 e 2004.
- South-West Counties Championship giocato tra Cornovaglia, Guernsey, Jersey ed altre contee inglesi dal 1998 al 2008.
- Alex Oni Cup giocata tra le nazioni di Igbo, Edo e Yoruba, dal 1950 al 1957.
- Brazilian State Championship giocato tra gli Stati federati del Brasile dal 1922 al 1987.
- International Small Nations Tournament giocato tra Jersey, Gibilterra e Madera (squadre U-20) nel Jersey nel 2008.

Alcune squadre non-FIFA giocano in altri tornei, generalmente giocati dalle nazionali membri della FIFA, come CONCACAF Gold Cup, Indian Ocean Games, CECAFA Cup, South Pacific Games, Coupes des Caraibes, Shell Caribbean Cup, CFU Championship e molte altre.

### Tornei femminili
Oltre ad un discreto numero di tornei minori, gli unici due tornei internazionali femminili sono la coppa del mondo femminile VIVA e gli Island Games. Non esiste ancora alcun un torneo continentale.

#### Island Games
Un torneo femminile negli Island Games è disputato dall'edizione 2001:
| Nazione ospite | Anno | Vincitore   |
| -------------- | ---- | ----------- |
| Isola di Man   | 2001 | Fær Øer     |
| Guernsey       | 2003 | Fær Øer     |
| Isole Shetland | 2005 | Fær Øer     |
| Rodi           | 2007 | Isole Åland |

#### VIVA Women's World Cup
Un torneo femminile della Coppa del mondo femminile VIVA è disputato dall'edizione 2008:
| Nazione ospite | Anno | Vincitore |
| -------------- | ---- | --------- |
| Lapponia       | 2008 | Lapponia  |
| Gozo           | 2010 | Padania   |